# Новосибірська ТЕЦ-3
Новосибірська ТЕЦ-3 — теплова електростанція у Новосибірській області Росії.
В 1942 і 1943 роках на майданчику станції ввели в дію два парові котли продуктивністю по 200 тонн пари на годину, від яких живились дві парові турбіни потужністю по 25 МВт (відомо, що щонайменше котел № 1 та турбіна № 1 відносились до типів ТП-9 та АТ-25-2 відповідно.
З 1949 по 1952 роки ТЕЦ підсилили другою чергою з обладнанням іноземного виробництва — двома котлами продуктивністю по 200 тонн пари на годину (виготовлені у Великобританії чи США та відомі в Росії як котли «Комбашен») та трьома паровими турбінами:
- двома виробництва Mitsubishi потужністю по 50 МВт (станційні номери 3 та 6);
- однією виробництва AEG потужністю 7,5 МВт (номер 4).

В 1953—1954 роках ввели в дію третю чергу у складі двох парових котлів типу ПК-10 продуктивністю по 230 тонн пари на годину (станційні номери 5 та 6) і парової турбіни від Ленінградського металічного заводу типу ВР-25-31-3 потужністю 25 МВт (номер 5).
В 1971—1976 роках стала до ладу четверта черга, яка отримала вісім парових котлів типу БКЗ-320/140 продуктивністю по 320 тонн пари на годину (номери 7 — 14) та сім парових турбін:
- дві типу Р-6-35/1ОМ потужністю по 6 МВт (номери 7 та 8);
- дві виробництва Уральського турбінного заводу типу Р-40-130 потужністю по 40 МВт (номери 9 та 10);
- три виробництва Уральського турбінного заводу типу Т-100-130 потужністю по 100 МВт (номери 11 — 13).

При цьому загальна потужність станції досягнула 573 МВт при тепловій потужності 1460 Гкал/год.
В 1987—2000 роках вивели з експлуатації турбіни № 2, № 3, № 4 та № 6 та котли № 2, № 3 та № 4). Крім того, відповідно до погіршення технічного стану переномінували турбіну № 1 до рівня Т-16,5-29 зі зменшенням потужності до 16,5 МВт, турбіну № 5 до рівня Р-15-90/31 зі зменшенням потужності до 15 МВт, турбіни № 7 та № 8 до рівня Р-4-29/10М зі зменшенням потужності до 4 МВт, а турбіни № 9 та № 10 до рівня Р-25-130 зі зменшенням потужності до 25 МВт.
В той же час, котельне господарство поповнили котлом типу ТПЕ-427. Останній знаходився на етапі доведення, тому при проектній продуктивності у 500 тонн пари на годину вдалось досягнути сталої роботи з показником у 320 тонн пари на годину. В 2004-му ввели в дію нову турбіну типу Т-110-130 потужністю 110 МВт (станційний номер 14).
В 2013 році турбіну № 12 модернізували до рівня Т-110 зі збільшенням потужності до 110 МВт. З урахуванням виводу турбіни № 1 загальна потужність ТЕЦ становить 497 МВт.
В середині 2020-х планується провести заміну турбін № 11 та № 13 на нові потужністю по 120 МВт.
Як паливо ТЕЦ використовує вугілля. Для видалення продуктів згоряння призначений димар заввишки 120 метрів. Воду для охолодження отримують з річки Об.
Видача продукції відбувається по ЛЕП, що працюють під напругою 220 кВ, 110 кВ та 10 кВ.